# New Haven (New York)
New Haven è un comune degli Stati Uniti d'America, situato nello stato di New York, nella contea di Oswego.